# Општина Пуерто Морелос
Пуерто Морелос (шп. Puerto Morelos) општина је у Мексику у савезној држави Кинтана Ро. Општина се налази на надморској висини од 8 м.

## Становништво
Према подацима из 2020. у општини је живело 26921 становника.

### Хронологија
| Година       | 2020                |
| ------------ | ------------------- |
| Становништво | 26921 (9793 / 9412) |